# Historia del almirante
La Historia del Almirante, o por su título completo "Historia del Almirante Don Cristobal de Colón", es una obra biográfica sobre la vida y viajes de Cristóbal Colón, que se considera escrita por su hijo menor Hernando Colón entre 1537 y 1539. La obra fue originalmente impresa en Venecia, Italia, en 1571.

## Historia
Según reza una especie de prólogo de la obra, esta fue escrita en castellano por Hernando Colón y, posteriormente, Luis Colón se la entregó al genovés Baliano de Fornari. Fornari negoció su impresión en Venecia por Juan Bautista de Marino (Giovanni Battista di Marino). Este, a su vez, delegó el trabajo en José Moleto (Giuseppe Moletti). Se encargó la traducción de la obra al italiano a Alfonso de Ulloa, que era un extremeño afincado desde hacía años en Italia. Fue impresa por primera vez en Italia en 1571 con el título Historie del S.D.Fernando Colombo; nelle s'ha particolare et vere relatione della vita e de fatti dell'Almiraglio D. Christoforo Colombo suo padre El libro fue un éxito y, en los siglos siguientes, se realizaron ocho ediciones italianas.

## Contenido
La obra se compone de dos partes principales: en la primera se esboza la biografía de Cristóbal Colón y en la segunda se narran los viajes del Almirante a las Indias. La obra está organizada en 108 Capítulos según el siguiente detalle:
- Capítulos 1 a 19: Biografía de Cristóbal Colón hasta 1492
- Capítulos 20 a 41: Primer Viaje de Colón
- Capítulo 42: Colón en la Península en 1493
- Capítulo 43: Transcripción de las Capitulaciones de Santa Fe y de un privilegio real de confirmación fechado a 28 de mayo de 1493
- Capítulos 44 a 63: Segundo Viaje, incluyendo en el capítulo 61 la "relación de fray Ramón Pané" sobre las costumbres de los indios
- Capítulo 64: Colón en la Península en 1497-98
- Capítulos 65 a 86: Tercer Viaje
- Capítulo 87: Colón en la Península en 1500-02
- Capítulos 88 a 108: Cuarto Viaje
- Capítulo 108: Últimos años de Colón (1504 - 1506)

## Críticas y valoraciones
A partir del siglo XIX aparecieron tres grupos de estudiosos que daban versiones diferentes sobre la autoría. El primero niega que Hernando sea el autor total o parcial de la obra, el segundo defiende que Hernando fue autor de parte de la obra y el tercero defiende la autoría total de Hernando.
Según el escritor estadounidense Washington Irving la Historia del Almirante es:

un documento invaluable, que merece mucha fe, y puede llamarse piedra angular de la historia del continente americano.

Antonio Rumeu de Armas sostiene que la narración de los Viajes en la Historia es veraz y precisa pero que la parte biográfica es inventada. En su opinión el manuscrito de Hernando Colón sólo contenía la parte relativa a los viajes mientras que la pseudo-biografía de Colón fue añadida después por un autor desconocido. Otros historiadores defienden la autoría de Hernando sobre el conjunto de la obra y echan la culpa de los errores a simples despistes o a fallos del traductor; otros opinan, al contrario, que ni una sola palabra fue escrita por Hernando Colón. Hernando tuvo acceso a diarios de a bordo y relaciones del propio Cristóbal Colón y de otros participantes de sus viajes. Aunque también es preciso tener en cuenta que Hernando escribe esta obra unos 40 años después de muchos de los eventos que relata, y es de esperar la obra tenga un sesgo para preservar la figura de su padre.
Entre los errores más evidentes de la Historia del Almirante destacan los siguientes:
- llama Pedro Muñiz Perestrello al padre de Felipa Moniz, cuando se llamaba Bartolomeu Perestrelo;
- atribuye a Colón una ascendencia noble que hoy se estima inexistente[nota 1]
- afirma que Colón estudió en la Universidad de Pavía, cosa también considerada falsa hoy día
- ubica el puerto andaluz de Palos en Portugal

En general se considera que la Historia es una obra parcial, no objetiva, encaminada a enaltecer la figura de Colón y criticar a sus detractores y rivales. En particular ataca duramente a Gonzalo Fernández de Oviedo, cronista oficial de Indias, y a los hermanos Pinzón, codescubridores de América.

### Lugar de origen de Cristóbal Colón
Antonio Rumeu de Armas, en su artículo La época de Hernando Colón y su Historia del Almirante (1990) reproduce un párrafo de la obra en el que Hernando dice que Cristóbal Colón quiso ocultar sus orígenes:

quiso que su patria y origen fuesen menos ciertos y conocidos. Por lo cual, algunos, que en cierta manera piensan oscurecer su fama, dicen que fue de Nervi; otros, que de Cugureo, y otros de Buyasco, que todos son lugares pequeños, cerca de la ciudad de Génova y en su misma ribera; y otros, que quieren engrandecerle más, dicen que era de Savona, y otros que genovés; y aun los que más le suben a la cumbre, le hacen de Plasencia

No obstante, en el capítulo V de Historia del Almirante Hernando afirma que Cristóbal Colón era de la "nación genovesa":

Y porque no estaba lejos de Lisboa, donde sabía que se hallaban muchos de su nación genovesa, lo más presto que pudo se fue allí, donde siendo conocido dellos, le hicieron tanta cortesía y tan buen acogimiento que puso casa en aquella ciudad y se casó.

Hernando reiteró que era hijo de "Christobal Colón, ginovés" en su testamento, de 1539.